# Маркауцы (Дубоссарский район)
Маркауцы (рум. Mărcăuți, Мэркэуць) — село в Дубоссарском районе Молдавии. Относится к сёлам, не образующим коммуну.

## География
Село расположено на высоте 158 метров над уровнем моря.

## Население
По данным переписи населения 2004 года, в селе Маркауцы проживает 730 человек (348 мужчин, 382 женщины).
Этнический состав села:
| Национальность | Число жителей | Процентный состав |
| -------------- | ------------- | ----------------- |
| молдаване      | 724           | 99.18             |
| украинцы       | 3             | 0.41              |
| румыны         | 2             | 0.27              |
| русские        | 1             | 0.14              |
| Всего          | 730           | 100%              |